# Benjamin Martha
Benjamin Shurendy Martha (ur. 28 listopada 1981 w Willemstad) – piłkarz z Curaçao grający na pozycji napastnika. Brat innych piłkarzy, Angelo Marthy i Eugene’a Marthy.